# Иванов, Владимир Александрович (археолог)
Влади́мир Алекса́ндрович Ивано́в (род. 28 апреля 1950; Уфа, Башкирская АССР, СССР) — советский и российский историк и археолог, доктор исторических наук, профессор. Профессор кафедры отечественной истории БГПУ им. М. Акмуллы. Почётный работник высшего профессионального образования Российской Федерации, отличник народного образования РБ, почётный профессор Пермского государственного гуманитарно-педагогического университета (2010). Автор многих научных монографий и статей в различных сборниках и реферируемых периодических изданиях.

## Биография
В 1972 году окончил Башкирский государственный университет (ныне Уфимский университет науки и технологий), после чего работал преподавателем в школах Иглинского района, а в 1975—1976 годах ― младшим научным сотрудником хозяйственно-договорной лаборатории при кафедре Истории СССР в Куйбышевском педагогическом институте.
С 1976 года работал в Институте истории, языка и литературы УНЦ РАН. В 1978 году в Институте археологии РАН под научным руководством доктора исторических наук К. Ф. Смирнова защитил диссертацию на соискание учёной степени кандидата исторических наук по теме «Население нижней и средней Белой в ананьинскую эпоху». В 1990 году защитил диссертацию на соискание учёной степени доктора исторических наук по теме «Этнические процессы в Степной и Лесостепной полосе Южного Урала и Приуралья в VII—XIV вв. н. э.»; официальные оппоненты  — доктор исторических наук Л. Р. Кызласов, доктор исторических наук Д. Г. Савинов и доктор исторических наук  А. Х. Халиков. Предварительная апробация и предзащита диссертации проходила в секторе славяно-русской археологии, руководимым археологом С. А. Плетнёвой. С 1991 по 2001 год являлся ведущим научным сотрудником отдела археологии ИИЯЛ БФ АН СССР (с 1992 УНЦ РАН). С 1996 года ― заведующий кафедрой всеобщей истории Исторического факультета Стерлитамакского государственного педагогического института, а с 1998 ― декан исторического факультета Стерлитамакского госпединститута и одновременно ведущий научный сотрудник ИИЯЛ УНЦ РАН.
С 2002 года работал в Башкирском государственном педагогическом университете (с 2006 ― …имени М. Акмуллы). До 2009 года являлся заведующим кафедрой отечественной истории. В 2012—2015 годах — заведующий кафедрой Всеобщей истории и культурного наследия БГПУ им. М. Акмуллы. С 2015  по 2024 гг. — профессор кафедры Отечественной истории БГПУ им. М. Акмуллы ( с 2024 — Отечественной и всеобщей истории). С 2024 года работает старшим научным сотрудником отдела финно-угорской археологии Института археологии им. А.Х. Халикова. 

## Научные труды
- У подножия Рифейских гор [Уфа, 1982]
- Вооружение и военное дело финно-угров Приуралья в эпоху раннего железа (I тыс. до н. э. — первая половина I тыс. н. э.) [М., 1984]
- Курганы кыпчакского времени на Южном Урале (XII—XIV вв.) [М., 1988] — в соавторстве с В. А. Кригером.
- Откуда ты, мой предок? (взгляд археолога на древнюю историю Южного Урала) [СПб., 1994]
- Огузы и печенеги в евразийских степях [Уфа, 2001,] ISBN 5-7501-0233-5 — в соавторстве Г. Н. Гарустовичем.
- Взаимодействие леса и степи Урало-Поволжья в, эпоху средневековья (по материалам костюма) [Пермь, 2006] — в соавторстве с Н. Б. Крыласовой.
- Угры Предуралья в древности и средние века [Уфа, 2009,] ISBN 978-5-87978-581-4 — в соавторстве с А. М. Белавиным и Н. Б. Крыласовой.
- Средневековые кочевники на границе Европы и Азии [текст]: коллект. монография / В. А. Иванов, Г. Н. Гарустович, Я. В. Пилипчук. Уфа: Изд-во БГПУ, 2014. — 396 с. ISBN 978-5-87978-891-4
- Материалы по археологии средневековых кочевников Южного Урала (IX—XV вв. н. э.) / Г. Н. Гарустович, В. А. Иванов. — Уфа: Изд-во БГПУ, 2014. — 328 с. ISBN 978-5-87978-897-6
- Кочевники Золотой Орды / В. А. Иванов. Уфа: Изд-во БГПУ, 2015. — 208 с. + илл. ISBN 978-5-87978-813-6